# René Dérency
René Dérency (Sochaux, 27 de mayo de 1925 - Nantes, 18 de octubre de 1954) fue un jugador de baloncesto francés. Fue medalla de plata con Francia en los Juegos Olímpicos de Londres 1948.